# Frank Vatrano
Frank Vatrano (né le 14 mars 1994 à East Longmeadow dans l'État du Massachusetts aux États-Unis) est un joueur professionnel américain de hockey sur glace. Il évolue au poste de centre.

## Biographie
Après avoir joué pour l'équipe nationale de développement américaine, il a initialement prévu de jouer à Boston College à partir de la saison 2012-2013. Il est toutefois déclaré invalide à jouer dans la NCAA à cause d'un résultat invalide au SAT et quitte aussitôt l'université. Il retourne donc avec l'équipe des Bruins Junior de Boston, équipe avec laquelle il a joué avant 2010. En janvier 2013, il rejoint l'Université du Massachusetts à Amherst, mais à cause du règlement de la NCAA sur les transferts, il ne peut pas prendre part aux matchs avec l'équipe des Minutemen et doit patienter une année avant de pouvoir jouer. Il est finalement autorisé à jouer lorsque la saison 2013-2014 tire à sa fin, ne prenant part qu'à une seule partie durant cette saison,.
Il totalise 28 points, dont 18 buts, en 36 parties avec UMass lors de sa première saison complète dans les rangs universitaires. Le 12 mars 2015, il décide de devenir professionnel et signe un contrat avec les Bruins de Boston dans la Ligue nationale de hockey. Il se retrouve avec les Bruins de Providence, qui sont une équipe affiliée à Boston dans la Ligue américaine de hockey, vers la fin de la saison 2014-2015.
Il partage sa première saison professionnelle complète entre la LNH et la LAH. Dans la LAH, il fait une très bonne impression en marquant 36 buts en autant de parties, remportant ainsi le trophée Willie-Marshall remis au meilleur buteur de la ligue et le trophée Dudley-« Red »-Garrett pour la meilleure recrue de la ligue, honneur qu'il partage avec Mikko Rantanen du Rampage de San Antonio à cause d'une égalité entre les votes. Au niveau de la LNH, il prend part à 39 parties avec l'équipe de Boston et marque 8 buts.
Alors qu'il tente de se tailler un poste régulier avec l'équipe de Boston, il subit des déchirures aux ligaments à son pied gauche avant le début de la saison et doit subir une opération qui le mettra à l'écart du jeu pour trois mois. Il revient finalement au jeu fin décembre pour ensuite jouer 44 parties avec les Bruins durant la saison, réalisant 18 points.
Le 22 février 2018, il est échangé aux Panthers de la Floride en retour d'un choix de 3e tour en 2018.
Après avoir disputé 271 matchs avec les Panthers, il est échangé aux Rangers de New York contre un choix conditionnel de 4e tour (2022), le 16 mars 2022. Avec lui, les Rangers atteignent la finale de l'Association de l'Est. Il sera seulement de passage à New York puisqu'il signe un contrat de trois ans avec les Ducks d'Anaheim le 13 juillet 2022. Quelques années plus tard, soit le 5 janvier 2025, il signe une prolongation de contrat de trois ans avec les Ducks.

## Statistiques

### En club
| Saison     | Équipe                         | Ligue       |     | Saison régulière | Saison régulière | Saison régulière | Saison régulière | Saison régulière |   | Séries éliminatoires | Séries éliminatoires | Séries éliminatoires | Séries éliminatoires | Séries éliminatoires |
| Saison     | Équipe                         | Ligue       | PJ  | B                | A                | Pts              | Pun              | PJ               | B | A                    | Pts                  | Pun                  |                      |                      |
| 2009-2010  | Bruins Jr. de Boston           | EJHL        | 8   | 0                | 2                | 2                | 2                | -                | - | -                    | -                    | -                    |                      |                      |
| 2010-2011  | U.S. National Development Team | USHL        | 34  | 11               | 4                | 15               | 22               | 2                | 1 | 0                    | 1                    | 0                    |                      |                      |
| 2011-2012  | U.S. National Development Team | USHL        | 24  | 7                | 11               | 18               | 8                | -                | - | -                    | -                    | -                    |                      |                      |
| 2012-2013  | U.S. National Development Team | USHL        | 1   | 0                | 1                | 1                | 2                | -                | - | -                    | -                    | -                    |                      |                      |
| 2012-2013  | Bruins Jr. de Boston           | EJHL        | 19  | 13               | 9                | 22               | 20               | -                | - | -                    | -                    | -                    |                      |                      |
| 2013-2014  | UMass-Amherst                  | Hockey East | 1   | 0                | 0                | 0                | 0                | -                | - | -                    | -                    | -                    |                      |                      |
| 2014-2015  | UMass-Amherst                  | Hockey East | 36  | 18               | 10               | 28               | 28               | -                | - | -                    | -                    | -                    |                      |                      |
| 2014-2015  | Bruins de Providence           | LAH         | 5   | 1                | 0                | 1                | 0                | -                | - | -                    | -                    | -                    |                      |                      |
| 2015-2016  | Bruins de Providence           | LAH         | 36  | 36               | 19               | 55               | 22               | 3                | 1 | 0                    | 1                    | 2                    |                      |                      |
| 2015-2016  | Bruins de Boston               | LNH         | 39  | 8                | 3                | 11               | 14               | -                | - | -                    | -                    | -                    |                      |                      |
| 2016-2017  | Bruins de Providence           | LAH         | 2   | 2                | 0                | 2                | 4                | -                | - | -                    | -                    | -                    |                      |                      |
| 2016-2017  | Bruins de Boston               | LNH         | 44  | 10               | 8                | 18               | 14               | 6                | 1 | 0                    | 1                    | 4                    |                      |                      |
| 2017-2018  | Bruins de Boston               | LNH         | 25  | 2                | 0                | 2                | 22               |                  |   |                      |                      |                      |                      |                      |
| 2017-2018  | Panthers de la Floride         | LNH         | 16  | 5                | 3                | 8                | 12               | -                | - | -                    | -                    | -                    |                      |                      |
| 2018-2019  | Panthers de la Floride         | LNH         | 81  | 24               | 15               | 39               | 38               | -                | - | -                    | -                    | -                    |                      |                      |
| 2019-2020  | Panthers de la Floride         | LNH         | 69  | 16               | 18               | 34               | 30               | 2                | 0 | 0                    | 0                    | 2                    |                      |                      |
| 2020-2021  | Panthers de la Floride         | LNH         | 56  | 18               | 8                | 26               | 26               | 6                | 1 | 1                    | 2                    | 4                    |                      |                      |
| 2021-2022  | Panthers de la Floride         | LNH         | 49  | 10               | 9                | 19               | 16               | -                | - | -                    | -                    | -                    |                      |                      |
| 2021-2022  | Rangers de New York            | LNH         | 22  | 8                | 5                | 13               | 6                | 20               | 5 | 8                    | 13                   | 13                   |                      |                      |
| 2022-2023  | Ducks d'Anaheim                | LNH         | 81  | 22               | 19               | 41               | 66               | -                | - | -                    | -                    | -                    |                      |                      |
| 2023-2024  | Ducks d'Anaheim                | LNH         | 82  | 37               | 23               | 60               | 85               | -                | - | -                    | -                    | -                    |                      |                      |
| Totaux LNH | Totaux LNH                     | Totaux LNH  | 564 | 160              | 111              | 271              | 329              | 34               | 7 | 9                    | 16                   | 23                   |                      |                      |

### En équipe nationale
| Année | Équipe         | Compétition                  |    | PJ | B | A | Pts | Pun           |  | Résultat |
| 2012  | États-Unis U18 | Championnat du monde -18 ans | 6  | 2  | 2 | 4 | 2   | Médaille d'or |  |          |
| 2016  | États-Unis     | Championnat du monde         | 10 | 3  | 5 | 8 | 12  | 4e place      |  |          |
| 2019  | États-Unis     | Championnat du monde         | 8  | 2  | 1 | 3 | 4   | 7e place      |  |          |

## Trophées et honneurs personnels

### Ligue américaine de hockey
- 2015-2016 :
  - nommé dans l'équipe des recrues de la LAH
  - nommé dans la première équipe d'étoiles de la LAH
  - remporte le trophée Dudley-« Red »-Garrett de la meilleure recrue de la LAH (ex æquo avec Mikko Rantanen)
  - remporte le trophée Willie-Marshall du meilleur buteur de la LAH